# Prickmalva
Prickmalva (Malva punctata) är en malvaväxtart som först beskrevs av Carlo Allioni, och fick sitt nu gällande namn av Friedrich Christoph Wilhelm Alefeld. Prickmalva ingår i malvasläktet som ingår i familjen malvaväxter. Arten förekommer tillfälligt i Sverige, men reproducerar sig inte. Inga underarter finns listade i Catalogue of Life.